# Шерстолапка лунчатая
Шерстолапка лунчатая или Волнянка лунчатая (лат. Gynaephora selenitica) — бабочка из семейства эребиды, подсемейства волнянок (Lymantriidae). Локальный и нечастый лесо-луговой ксеромезофильный вид.

## Описание
Отличается ярко выраженным половым диморфизмом. Размах крыльев самцов до 30—35 мм, у самок до 40 мм, чьи крылья заметно более вытянутые. Передние крылья пёстрые, светло-коричневого цвета, с пятнистым рисунком, который образован тёмно-бурыми полосами и беловатыми пятнами, особо выделяется светлое полулунное пятно в центральной ячейке. Задние крылья однотонного тёмно-бурого цвета у самца и светло-бурого цвета у самки. Гусеница чёрного цвета, с 5 желтовато-серыми, сверху черными щеточками и тремя черными кисточками волосков.

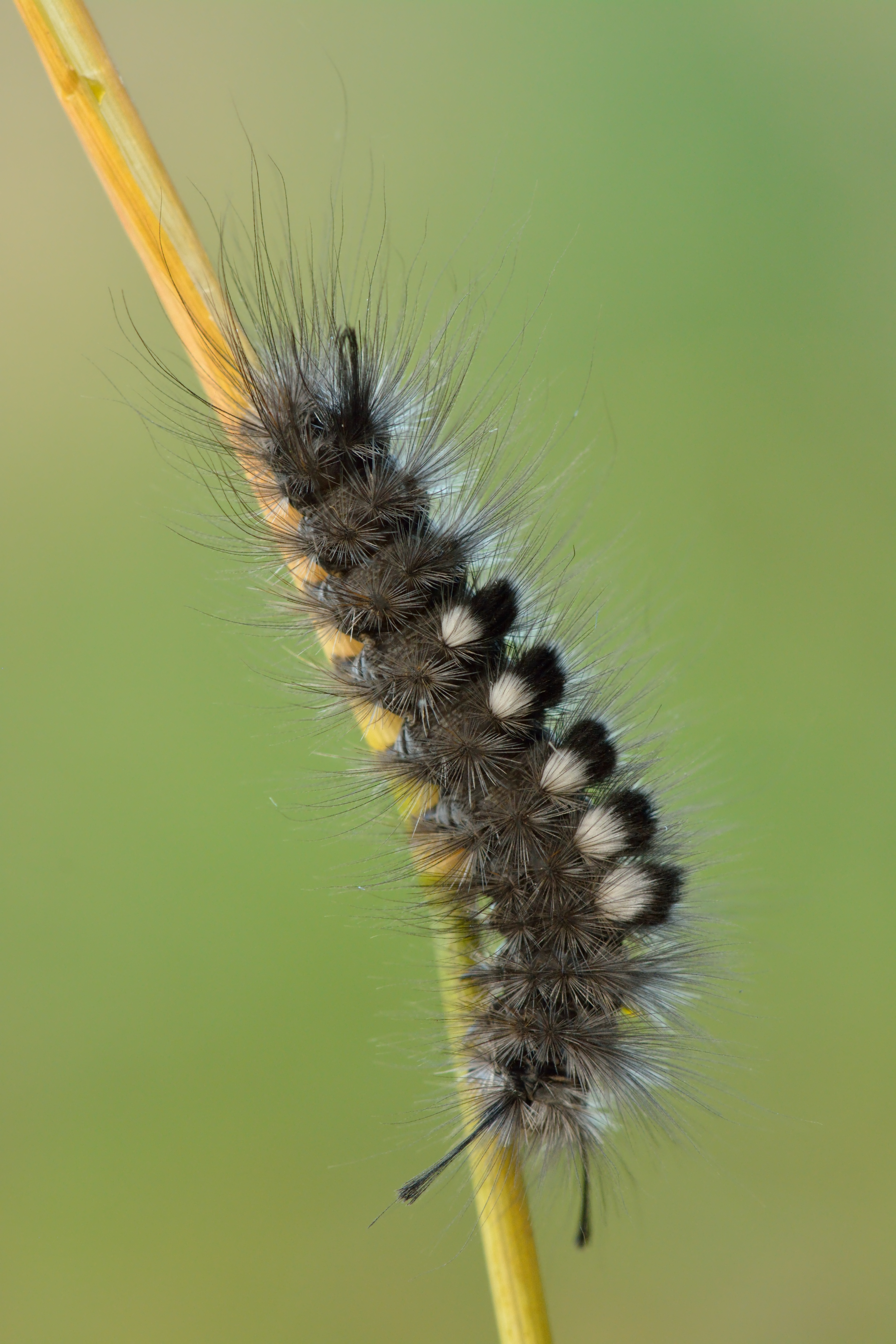
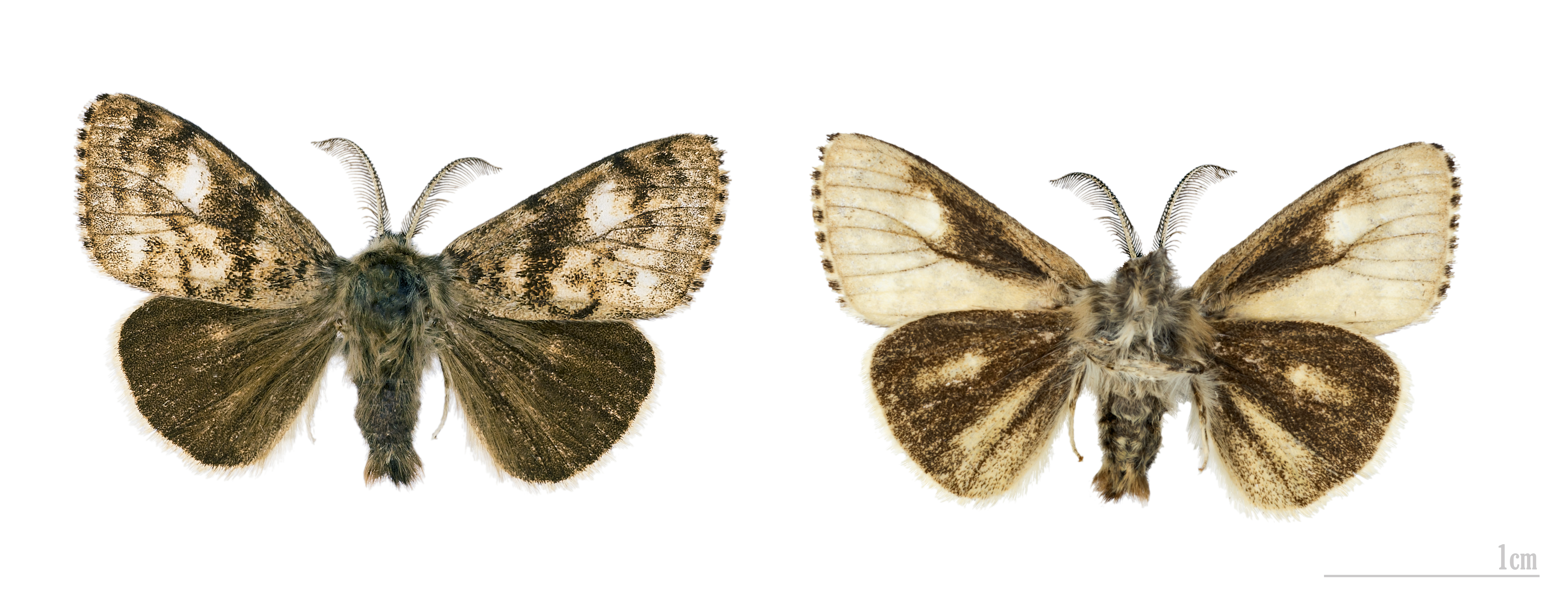
♂
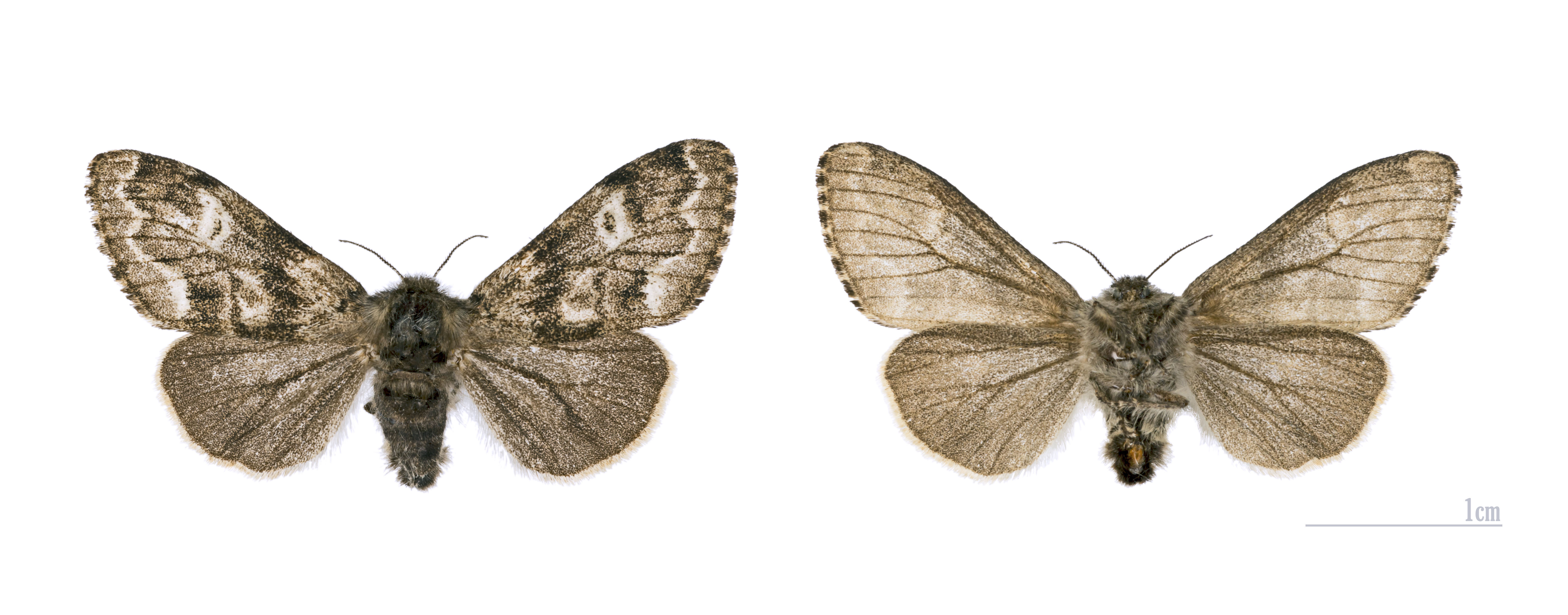
♀

## Ареал
В европейской части России в лесной полосе и лесостепи, в Средней Европе на север до 63° с. ш., Финляндия, локально в Прибалтике, на Карельском перешейке. Из Сибири известны две находки — из Омской области и с востока Новосибирской области.

## Образ жизни
Дает одно поколение за год и летают с мая по июнь. Бабочки населяют прогреваемые и сухие лесные опушки, особенно по южным склонам холмов. Имаго живут несколько суток. Самцы активно летают днём, отыскивая малоподвижных самок. Спаривание обычно происходит сразу же после выхода самки из куколки. Самка откладывает несколько десятков яиц, покрывая кладку черными волосками. В младшем возрасте гусеницы питаются бобовыми (клевер, чина и др.), в старших возрастах — на молодых древесно-кустарниковых растениях, часто на деревьях рода ива, березе, дубе, рябине, яблони, липе, клене и кустарниках из вересковых. Также зарегистрировано питание хвойными: лиственница, сосна, ель. Осенью гусеницы уходят на зимовку в почву.